# NS-Rap
NS-Rap oder NS-Hip-Hop, auch Rechtsrap und Nazi-Rap genannt, ist eine rechtsextreme Variante deutschsprachiger Hip-Hop-Musik. Das Genre ist weniger eine Selbstbezeichnung als eine insbesondere von Antifaschisten genutzte Sammelbezeichnung für rechtsextreme Musik aus der Hip-Hop-Szene. Entgegen der Bezeichnung müssen die Texte sich nicht zwangsläufig auf den historischen Nationalsozialismus beziehen.

## Geschichte
Die Auseinandersetzung der Rechtsrock-Szene mit der Hip-Hop-Kultur nahm ihren Anfang 2001, als im Szenemagazin Rock Nord ein Artikel erschien, der sich positiv auf den Battle-Rap bezog. Hintergrund waren eine Reihe von rassistischen und antisemitischen Vergleichen. In den der Rechtsrock-Szene zuzuordnenden Foren, allen voran dem 2012 abgeschalteten Thiazi.net, wurde immer wieder über rechtsextremen Hip-Hop philosophiert. Zwar gab es eine Reihe von Bands mit nationalistischen und rassistischen Texten wie Zyklon Beatz, Dissau Crime oder Dissziplin, doch wurden diese nicht der rechtsextremen Szene zugeordnet.
Der erste tatsächlich der rechtsextremen Musikkultur zuzuordnende Song wurde 2005 vom Liedermacher Jan-Peter mit dessen Projekt Veritas Invictus aufgenommen. Kurz darauf erschienen die ersten Tracks von Bock, Dee Ex, Villain051 sowie Sash JM. Letzterer betrieb unter anderem eine Domain mit dem Namen Rechtsrap.de. Er verbüßt seit 2013 eine zwölfjährige Haftstrafe wegen Mordes. Diese erste Welle an rechten Rappern vermarktete ihre Musik über YouTube sowie im Eigenvertrieb.
2010 erhielt die Szene Zuwachs. n’Socialist Soundsystem gründete sich zunächst als Nebenprojekt der Rechtsrock-Band Häretiker. Daneben entstanden Sprachgesang zum Untergang (SZU) aus Altenburg, ein Sideprojekt von Mitgliedern der Hatecore-Band Eternal Bleeding, sowie Natürlich aus Potsdam. Alle drei Gruppen waren auch auf diversen Schulhof-CDs vertreten. 2011 fand die Szene ihren ersten Star. Julian Fritsch, der sich MaKss Damage nennt, war zunächst in der linken Rap-Szene aktiv, doch geriet zunehmend wegen seiner homophoben, sexistischen und antisemitischen Punchlines in Konflikt mit dieser. Der ursprünglich kommunistisch eingestellte Rapper wechselte zur rechtsextremen Szene und fiel dort vor allem durch seine extremen, volksverhetzenden Texte auf. Im gleichen Jahr entstand außerdem das rechtsextreme Rap-Label LNR Records. „LNR“ steht für „Legion N-Rap“, ein loses Netzwerk nationalistischer Rapper. Es erschienen auf dem Label drei Alben: ein Minialbum mit verschiedenen Akteuren des losen Zusammenschlusses, ein Album von n’Socialist Soundsystem sowie ein Album der argentinischen Rechtsrock-Band Muerte Y Calaveras. Zudem folgte ein Konzert mit lediglich 80 Gästen, das allerdings die erste reine NS-Rap-Veranstaltung wurde. Die Initiative löste sich kurz darauf wieder auf.
Bekannt wurden 2011 und 2012 Dee Ex und Villain051, die gemeinsam zahlreiche Lieder auf YouTube veröffentlichten, unter anderem eines, das die beiden am Holocaustmahnmal in Berlin zeigte. Villain051 gründete später mit dem Liedermacher R.a.W. A3stus, das Sprechgesang mit Liedermachertum verbindet und sich am Rande von HoGeSa- und Pegida-Veranstaltungen einen Namen machte.
2015 veröffentlichte MaKss Damage mit 2033 und dem Mixtape Reconquista seine ersten käuflich zu erwerbenden Alben, die sich innerhalb der rechtsextremen Musikszene sehr gut verkauften. Zudem sucht er in den letzten Jahren den Schulterschluss mit der Blood-&-Honour-Bewegung beziehungsweise deren Nachfolgestrukturen. Zusammen mit der Hooligan-Gruppe Kategorie C tritt der Rapper in Deutschland und in benachbarten Ländern auf, um für eine Akzeptanz des NS-Hip-Hop zu werben. Auch Villain051 konnte seinen Erfolg in den letzten Jahren ausbauen und trat oft im Rahmen rechter Kundgebungen auf. Auch engagierte er sich in der rechtsextremen Bewegung. So schuf er den Aktionstag „Schwarze Kreuze“, der sich mit angeblichen Opfern von Ausländergewalt solidarisiert und 2016 an über 70 Orten präsent war. 2015 kam auch der Rapper Komplott in die Szene, der der Identitären Bewegung zuzurechnen ist. Zusammen mit Chris Ares veröffentlichte er 2017 ein kostenloses Album. Chris Ares ist ein rechts-nationalistischer Rapper, der ebenfalls der Identitären Bewegung nahesteht. Er betreibt einen Vlog auf YouTube und ist Mitglied im Bund deutscher Patrioten. Bei einer Demonstration der AfD fiel er dadurch auf, gegen Fotojournalisten und vermeintliche Antifas gewalttätig vorgegangen zu sein. Neben der AfD und den Identitären steht er ebenfalls Pegida nahe.
Im Rahmen des Anschlags in Halle (Saale) 2019 wurde der österreichische Rapper Mr. Bond bekannt, der seit 2016 diverse Mixtapes mit Coverversionen bekannter Hits veröffentlichte, die er mit neonazistischen Texten versah. Im Stream des Halle-Attentäters lief sein Lied Power Level, eine „Parodie“ auf Mask Off von Future. Im Jahr 2022 wurde Mr. Bond aufgrund von Verstößen gegen das NS-Verbotsgesetz zu zehn Jahren Haft verurteilt.

## Musikstil
Rein musikalisch unterscheidet sich der NS-Rap nicht vom originären Hip-Hop in Deutschland, wobei Trends wie Trap oder Cloud Rap keine Rolle spielen. Waren die ersten Rap-Versuche noch vom künstlerischen Standpunkt eher im unteren Bereich anzusiedeln, machte sich insbesondere mit MaKss Damage eine Professionalisierung bemerkbar. So verfügten n’Socialist Soundsystem weder über Flow noch Reimkunst, während MaKss Damage auf seinen Tracks unter anderem Doubletime rappt.
Was den NS-Hip-Hop von der deutschen Hip-Hop-Szene unterscheidet, ist die Ausrichtung der Texte. Zumeist sind diese nationalistisch gehalten und nehmen positiven Bezug auf die NS-Zeit. Außerdem werden oft Themen verarbeitet, die auch im Rechtsrock gängig sind, so Kindesmisshandlung und -missbrauch, Deutsche als Opfer von Ausländergewalt oder die Warnung vor „Multikulti“. Während einzelne Rapper wie Haftbefehl durch einzelne antisemitische oder Fler durch patriotische Textpassagen auffallen, sind diese Texte im rechtsextremen Umfeld gängig und zum Teil sogar radikaler als die Texte ihrer Kollegen aus dem Rechtsrock. So erschien 2011 der Track Die Faust geht zum Kopf von MaKss Damage und King Bock. Dort rappt MaKss Damage:

„Setzte mich für mein Blut und unsere Tugend ein. Das Zeckenpack wollte mich brechen, sie haben es sicher gut gemeint, ich steckte sie alle gemeinsam in den nächsten Zug nach Buchenwald [Sound von Gewehrschüssen]. Wasch mich mit der Seife ab, genieß den Lampenschirm.“

King Bock ergänzt dazu: „Ich trag den Hass in meinem Herzen wie das Steinar-Hemd und ich rappe für mein Land bis mich jeder kennt.“
Nicht allen Rappern ist diese Form der Radikalität zu eigen, dennoch lassen sich auch bei angeblich gemäßigten Rappern Verbindungen zum Nationalsozialismus finden. Villain051, der nach eigener Aussage eigentlich den Nationalsozialismus ablehnt, rappte im Track Rap Holocaust in Bezugnahme auf Adolf Hitlers Buch Mein Kampf:

„Wir schreiben ein Buch, wie wir Deutschland befreien und nennen es mein Kampf Teil 2 […] Zusammen stehen wir in der blutigen Schlacht gegen die Migranten und Feinde des Volks“

## Bedeutung
In der rechtsextremen Szene ist der NS-Rap bisher nur eine Randerscheinung. Zwar sind einzelne Akteure wie Villain051 und MaKss Damage in der Szene integriert und haben auch kommerziellen Erfolg, dennoch wird ihnen dort mit Skepsis begegnet. Viele, insbesondere ältere Anhänger der Szene, können mit Hip-Hop nur wenig anfangen und verstehen diese Musik in erster Linie als „Negermusik“, die sie aufgrund ihrer kulturellen Herkunft aus der afroamerikanischen Unterschicht ablehnen. So wurde beispielsweise MaKss Damage in der Schweiz beim größten Rechtsrock-Festival Europas der letzten Jahre während eines Auftritts vor 5.000 Anhängern rechtsextremer Musik ausgebuht. Bands wie Sleipnir, die ein T-Shirt mit dem Slogan „Anti Hip Hop Liga“ vermarkten, und Angry Bootboys, die 2012 das Lied Keinen Bock auf NS-Hip-Hop veröffentlichten, polarisieren genauso gegen die Szene wie der Neonazi und NPD-Politiker Sebastian Richter. Allerdings gelangen den Rappern in den letzten Jahren auch Achtungserfolge. So veröffentlichen eine Reihe von rechtsextremen Tonträger-Labels wie PC Records auch NS-Rap-Alben. Die eigentliche Verbreitung findet die Musik allerdings über YouTube und Facebook und spricht dort vor allem ein jugendliches rechtsextremes Publikum aus dem Hooligan-Umfeld an.

## Bekannte Vertreter
Die Auflistung richtet sich nach der Broschüre Deutschrap den Deutschen? vom TickTickBoom-Kollektiv, ergänzt um seitdem neu hinzugekommene Rapper.
- A3stus
- Autonomia
- Chris Ares[19]
- Dee Ex
- Fahnenstolz
- Fuffzig Reichsmark (Projekt von Daniel Giese)
- Henry 8
- King Bock[20]
- Komplexx
- Komplott[21][15]
- Lokalpatriot
- MaKss Damage
- MC Derrick & Ricky R.
- Mic Revolt
- Mr. Bond
- Natürlich
- Neuer Deutscher Standard
- n’Socialist Soundsystem
- Patriot
- Projekt X
- Proto / Prototyp
- Rapvolution
- Sash JM
- SL Blackeis
- Sprachgesang zum Untergang
- Subverziv
- Villain051
- Wehrhaft